# Kawasaki YPX
O Kawasaki YPX foi um avião comercial bimotor proposto pela Companhia Aeroespacial Kawasaki, do Japão. O YPX era baseado no Kawasaki P-1, desenvolvido para Força Marítima de Autodefesa do Japão, mas com apenas dois motores ao invés de quatro.

## Projeto e desenvolvimento
O YPX teria capacidade para 100 a 150 passageiros, e então competiria com os menores jatos da família Boeing 737 e Airbus A320 em rotas de curta distância. A escolha do motor ainda não havia sido feita quando o desenvolvimento foi interrompido. A entrada em serviço deveria ser por volta de 2015. Entretanto, nenhum protótipo foi construído.
A Kawasaki esperava reduzir os custos de combustível em até 15% em relação ao Boeing 737.
De acordo com as especificações emitidas em 2007, o modelo base YPX-11 teria capacidade de 113 assentos em uma configuração de duas classes. O YPX-10 teria 93 assentos em duas classes enquanto o YPX-12 acomodaria 137 ou até 150 em uma configuração econômica. O alcance padrão para todos seria de 4.260 km (2.300 milhas náuticas) mas o YPX-10 e o YPX-11 teriam sub-versões de alcance estendido para poder voar por até 5.930 km (3.200 milhas náuticas).
O YPX contaria com uma cabine de cinco fileiras de assentos e uma seção cruzada elíptica - isto é, com um raio variando lentamente, ao invés da antiga configuração de "bolhas-duplas" baseada em dois raios distintos. Os assentos teriam 46 cm de largura e o corredor contaria com um espaço de 51 cm.